# Copa uruguaiana de futbol
La Copa Uruguai, oficialmente Copa AUF Uruguay, és una competició per eliminatòries uruguaiana, iniciada l'any 2022. La competició comença el més de juny, i el campió es classifica per la supercopa uruguaiana de futbol.

## Història
Històricament, el futbol uruguaià mai ha tingut una competició de copa, a part d'un torneig anomenat Torneo de Copa, que només es disputà el 1969. L'any 2018, els clubs del país començaren a mobilitzar-se en favor de la creació d'una copa nacional, però res succeí.
El 20 d'abril de 2022 l'Associació Uruguaiana de Futbol anuncià la creació de la Copa AUF Uruguay, essent aprovada per diversos clubs involucrats. La primera edició de la competició es jugà entre el 22 de juny i el 13 de novembre de 2022, i fou guanyada per Defensor Sporting qui derrotà La Luz FC a la final.

## Format
Per a la seva primera edició el 2022, la competició es va dividir en dues etapes: una fase preliminar i una fase nacional.
A la fase preliminar, els equips de les lligues inferiors d'aficionats competiren per 20 places a l'etapa nacional. A la primera fase de l'etapa nacional es van inscriure a la competició 24 equips de Primera Divisió Amateur i Segona Divisió, per un total de 48 equips que es dividiren en 24 eliminatòries, i els guanyadors es classificaren per a la segona volta. Els 24 guanyadors de la segona ronda avançaren a la següent ronda per definir 12 guanyadors per a la tercera fase.
A la tercera fase participaren 32 equips: 12 guanyadors de la fase anterior, 16 equips professionals de Primera Divisió, el millor equip descendit de Primera la temporada anterior, el vigent campió de la Primera Divisió Amateur i el vigent campió i subcampió de la Copa Nacional de Clubs. A partir d'aquest moment, els guanyadors juguen entre ells en fases eliminatòries a doble partit, amb la final jugant-se a partit únic.
El guanyador del concurs rep un premi de 100.000 dòlars americans.

## Historial
| Ed. | Any  | Campió                | Resultat    | Finalista              | Seu                           |
| --- | ---- | --------------------- | ----------- | ---------------------- | ----------------------------- |
| 1   | 2022 | Defensor Sporting (1) | 1–0         | La Luz                 | Estadi Centenario, Montevideo |
| 2   | 2023 | Defensor Sporting (2) | 2–2 (4–2 p) | Montevideo City Torque | Estadi Centenario, Montevideo |
| 3   | 2024 |                       |             |                        |                               |